# ミシガン州議会
ミシガン州議会(英語:The Michigan Legislature)は、アメリカ合衆国ミシガン州の立法府である。上院と下院の2院で構成される両院制の議会である。1963年に採択されたミシガン州憲法第4条は、州議会の役割と構成を規定している。州議会の主な目的は、新しい法律を制定し、既存の法律を改正または廃止することである。州議会はランシングの州会議事堂で会議を開く。

## 元老院
元老院は州議会の上院である。議員は4年任期で党派別に選出され、ミシガン州知事の選挙と同時に行われる。上院は、最新の選挙区設定（2002年）により、人口21万2400人から26万3500人の選挙区から選出された38人の議員で構成される。
選挙区は、連邦政府による10年ごとの国勢調査に基づく人口統計に基づいて設定される。上院議員の任期は、選挙後の1月1日正午に開始する。上院議場は州会議事堂の南翼に位置する。
2023年現在、上院では民主党が20議席で過半数を占め、共和党は18議席で少数派となっている。ミシガン州憲法では、副知事が上院議長を務めることになっているが、可否同数となった場合にのみ投票権を持つ。上院は、新しい立法会期が始まる際に、その他の役員を選出し、独自の議事規則を採択する。

## 代議院
代議院は州議会の下院にあたる。議員は2年任期で党派別に選出され、連邦議会の議員が選出されるのと同時に選出される。下院は、最新の選挙区設定（2012年）により、77,000人から91,000人の範囲の1人区から選出される110人の議員で構成される。連邦政府による10年ごとの国勢調査に基づいて、人口統計に基づいて選挙区が設定される。
下院議員の任期は、選挙後の1月1日正午に開始される。州会議事堂内の下院議場は、州議会議事堂の北翼に位置する。2023年現在、下院では民主党が56議席、共和党が54議席と多数を占めている。下院は、新しい立法会期が始まる際に、下院議長やその他の役員を選出し、議事規則を採択する。

## 任期制限
1992年11月3日、ミシガン州の有権者のほぼ59％が、連邦および州政府高官の任期制限を制定する州憲法改正案B（ミシガン州任期制限改正案）を支持した。
1995年、合衆国最高裁判所は、州議会に任期制限を制定することはできないが、州レベルの任期制限は維持できるとの判決を下した。この改正により、知事、司法長官、国務長官の職にそれぞれ2回ずつ当選できるようになった。また、下院議員に3回、上院議員に2回まで当選できる回数に制限が設けられた。
任期の一部のみを務めることに関する規定も盛り込まれた。これらの規定は、ミシガン州憲法第4条54項および第5条30項となった。
2022年11月8日、有権者は提案を承認し、州下院議員と上院議員の任期を合わせて12年間に制限した。ただし、2022年に再選された上院議員は、12年を超える任期になっても、新しい任期で引き続き議員を務めることができる。

## 議員要件
上院議員および下院議員は、米国市民で、21歳以上、そして自身が代表する選挙区の有権者でなければならない。州法では、選挙区から引っ越すことは、その職を辞任したとみなされる。国家転覆罪で有罪判決を受けた者、または過去20年以内に国家の信頼を裏切る重罪で有罪判決を受けた者は、州議会のいずれの院にも立候補できない。

## 会期
州議会が運営される期間については、下院議員の改選が行われる2年ごとの期間が、州憲法が制定された後に初めて開かれた州議会に始まり、連続した番号が付けられている。現在の州議会の任期（2023年1月11日~2025年1月8日）は、第102議会である。
州議会が開かれている期間は、毎年新たな立法会期となる。ミシガン州憲法第4条第13項によると、州議会の新たな会期は、毎年1月の第2水曜日の正午に各院の議員が集まって開会したときに始まる。州議会の通常会期は通常1年を通して続き、数回の休会期間を経て、12月下旬に無期限に閉会となる。
州議会は、米国にある10の常設州議会のひとつである。議員は年間71,685ドルの基本給を受け取っており、これはカリフォルニア、ペンシルベニア、ニューヨークに次いで全米で4番目に高い報酬である。
多くの州では、低額の報酬を補うために日当が支払われているが、ミシガン州の議員は会議や臨時的な経費として年間10,800ドルを受け取っている。給与と経費手当は、州役員報酬委員会によって決定される。
立法期間が終了していない場合、会期終了時にいずれかの院で審議中の法案は継続され、次の立法会期に持ち越される。

## 権限及び役職
州議会は、州憲法により、州法の制定および改正を行う権限を与えられているが、州知事が法案に拒否権を行使できる。そのため、議員は超党派の専門スタッフによって起草された法案の形で法案を提出する。
法案が成立するためには、委員会での審査、各院本会議での3回の審議、必要に応じて適切な投票多数による承認、知事による署名、または各議会の議員の3分の2以上の賛成による拒否権行使による成立のいずれかが必要とされる。

### 役職
下院は議長、上院はミシガン州副知事が議長を務めるが、副知事は上院議長を務めるが、同数の票が投じられた場合にのみ投票権を持つ。
下院議長と上院院内総務は、委員会や指導的地位の割り当て、およびそれぞれの議会の議題を管理している。この2人のリーダーとミシガン州知事は、ミシガン州の州政の議題のほとんどを管理している。
- 上院議長 (ミシガン州副知事): Garlin Gilchrist (D)[10]
- 上院仮議長： Jeremy Moss (D)
- 上院多数派院内総務： Winnie Brinks (D)
- 上院少数派院内総務： Aric Nesbitt (R)
- 下院議長：Joe Tate (D)[11]
- 下院仮議長： Laurie Pohutsky (D)
- 下院多数派院内総務： Abraham Aiyash (D)
- 下院少数派院内総務： Matt Hall (R)